# هيدروكسيد الزنك
 هيدروكسيد الزنك مركب كيميائي له الصيغة Zn(OH)2، يعرف أيضاً باسم هيدروكسيد الخارصين، ويكون على شكل مسحوق أبيض .

## الخواص
- مركب هيدروكسيد الزنك ضعيف الانحلال في الماء.
- يتميز بخواصه المذبذبة حيث يتفاعل مع كل من الأحماض والأسس كما في المعادلات:

Zn(OH)2 + 2H + → Zn 2+ + 2H2O
Zn(OH)2 + 2OH - → [Zn(OH)4] 2-
- ينحل هيدروكسيد الزنك في محلول الأمونياك حيث يشكل معقد رباعي أمين هيدروكسيد الزنك حسب المعادلة

Zn(OH)2 + 4NH3 → [Zn(NH3)4](OH)2
- يتفكك هيدروكسيد الزنك بالتسخين إلى أكسيد الزنك:

Zn(OH)2 –Δ→ ZnO + H2O

## التحضير
يحضر مركب هيدروكسيد الزنك من إضافة قلوي إلى محلول ملح من أملاح الزنك حسب المعادلة العامة:
Zn 2+ + 2OH - → Zn(OH)2

## الاستخدامات
- يستخدم من أجل تحضير مركبات الزنك الأخرى.